# باب هوتک
باب هوتک، روستایی تاریخی از توابع بخش مرکزی شهرستان زرند در استان کرمان ایران است.

## جمعیت
این روستا در 22کیلومتری شهرزرندودرشمال شهرستان زرند قرار دارد و براساس سرشماری مرکز آمار ایران در سال ۱۳۸۵، جمعیت آن ۱۴۲ نفر (۴۳خانوار) بوده‌است.